# 대전동산중학교
대전동산중학교(大田東山中學校)는 대한민국 대전광역시 중구 문화동에 있는 사립 중학교이다.

## 학교 연혁
- 1966년 11월 19일 : 학교법인 행촌학원 설립인가, 설립자 겸 이사장 손기철 취임
- 1966년 12월 19일 : 대전동산중학교 설립인가
- 1966년 12월 19일 : 초대 교장 김기왕 취임
- 1966년 12월 19일 : 제1학년 3학급(전학년 9학급) 인가
- 1970년 1월 16일 : 제1회 졸업식
- 1994년 10월 26일 : 제2대 이사장 손영화 취임
- 1995년 3월 1일 : 전학년 30학급 인가
- 2001년 9월 23일 : 행촌 체육관 준공
- 2008년 9월 1일 : 전 교사(校舍) 대수선 공사 완공
- 2023년 3월 1일 : 제9대 교장 나충열 취임
- 2024년 2월 22일 : 2023학년도 제55회 졸업식 139명 (총 20,482명)
- 2024년 3월 4일 : 2024학년도 입학식

## 참고 자료
- 대전동산중학교 - 한국교육학술정보원 학교알리미